# NGC 97
NGC 97 je eliptická galaxie v souhvězdí Andromedy. Její zdánlivá jasnost je 12,4m a úhlová velikost 1,30′ × 1,3′. Je vzdálená 221 milionů světelných let, průměr má 85 000 světelných let. Galaxie je členem šestičelnné skupiny galaxií LGG 5, jejímž nejjasnějším členem je NGC 108. Galaxii objevil 16. září 1828 John Herschel.